# Ioannis Masmanidis
Ioannis Masmanidis (Grieks: Γιάννης Μασμανίδης) (Leverkusen, 9 maart 1983) is een  middenvelder die uitkomt voor VfL Wolfsburg II. 
Hij heeft zowel de Griekse als de Duitse nationaliteit.

## Statistieken
| seizoen | club                   | land        | competitie                  | wed. | goals |
| ------- | ---------------------- | ----------- | --------------------------- | ---- | ----- |
| 2001/02 | Bayer 04 Leverkusen II | Duitsland   | Regionalliga                | 6    | 0     |
| 2002/03 | Bayer 04 Leverkusen II | Duitsland   | Regionalliga                | 7    | 0     |
| 2003/04 | Bayer 04 Leverkusen    | Duitsland   | Bundesliga                  | 1    | 0     |
| 2004/05 | Karlsruher SC          | Duitsland   | 2. Bundesliga               | 31   | 5     |
| 2005/06 | Karlsruher SC          | Duitsland   | 2. Bundesliga               | 16   | 4     |
| 2005/06 | Arminia Bielefeld      | Duitsland   | Bundesliga                  | 16   | 0     |
| 2006/07 | Arminia Bielefeld      | Duitsland   | Bundesliga                  | 22   | 1     |
| 2007/08 | Arminia Bielefeld      | Duitsland   | Bundesliga                  | 8    | 1     |
| 2008/09 | FC Nürnberg            | Duitsland   | Bundesliga                  | 9    | 0     |
| 2009/10 | Apollon Limassol       | Cyprus      | Cypriotische eerste divisie | 6    | 0     |
| 2010/11 | Ethnikos Piraeus       | Griekenland | Beta Ethniki                | 6    | 0     |
| 2010/11 | SV Wehen Wiesbaden     | Duitsland   | 3. Liga                     | 10   | 0     |
| 2011/12 | KAS Eupen              | België      | Tweede Klasse               | 29   | 14    |
| 2012/13 | RCS Visé               | België      | Tweede Klasse               | 21   | 9     |
| 2013/14 | RCS Visé               | België      | Tweede Klasse               | 15   | 2     |
| 2014/15 | VfL Wolfsburg II       | Duitsland   | Regionalliga Nord           | 13   | 0     |
| 2015/16 | FC United Zürich       | Zwitserland | 2. Liga Interregional       | 11   | 2     |
| Totaal  | Totaal                 | Totaal      | Totaal                      | 227  | 38    |